# Wojna o Pierścień (gra planszowa)
Wojna o Pierścień (ang. War of the Ring) – gra planszowa fantasy oparta na motywach powieści J.R.R. Tolkiena, będąca symulacją wojny o Pierścień. Gra autorstwa Richarda Berga, Howarda Barascha została wydana w roku 1977 przez Simulations Publications Inc., polskim wydawcą było wydawnictwo Encore. W 1991 nagrodzona tytułem Gra Roku.
W grze gracze wcielali się w bohaterów sterujących swoimi wojskami. Gra przeznaczona jest dla 2 graczy, z których jeden przyjmuje stronę Przymierza (Drużyna Pierścienia), drugi z kolei Siły Cienia potężnego czarnoksiężnika Saurona i jego armii. W czasie gdy bohaterowie starają się przejąć kontrolę nad Pierścieniem i donieść go do swojej siedziby, w świecie Śródziemia równolegle toczona jest batalia pomiędzy siłami Ludzi, Elfów i Krasnoludów oraz Saurona, Sarumana, Gothmoga, Króla Nazguli i jego jeźdźców. 
Powstały dwa wydania tej gry. Jedno z okładką autorstwa Tima Kirka drugie poprawione ze scenami filmowymi oraz z podziałem na trzech graczy Sauron i Saruman. 
W roku 2004 wydawca Fantasy Flight Games wydał grę planszową o tym samym tytule. Pomimo zapewnień iż Nexus Editrice – włoski wytwórca jest autorem, nie dało się ukryć podobieństwa między grami: różnią je nieznaczne zmiany zasad, poprawy błędów, dodanie figurek oraz nowa szata graficzna autorstwa Francesca Nepitellego, Marco Maggi, Roberta Di Meglio. Do gry powstał dodatek pt. Battles of the Third Age.